# إمبيريال بيتش (كاليفورنيا)
إمبيريال بيتش (بالإنجليزية: Imperial Beach) هي إحدى مدن مقاطعة سان ديغو، كاليفورنيا. تم إعطاءها لقب مدينة في 18 يوليو، 1956.